# Mistrzowie strongman: Dania
Mistrzowie strongman: Dania (duń. Danmarks stærkeste mand) – indywidualne, doroczne zawody siłaczy, organizowane w Danii.

## Mistrzowie
| Rok  | Mistrz             |
| ---- | ------------------ |
| 1995 | Flemming Rasmussen |
| 1996 | Flemming Rasmussen |
| 1997 | Flemming Rasmussen |
| 1998 | Flemming Rasmussen |
| 1999 | Flemming Rasmussen |
| 2000 | Flemming Rasmussen |
| 2001 | Rene Minkwitz      |
| 2002 | Rene Minkwitz      |
| 2003 | Rene Minkwitz      |
| 2004 | Rene Minkwitz      |
| 2005 | Rene Minkwitz      |
| 2006 | Rene Minkwitz      |
| 2007 | Rene Minkwitz      |